# Scooby-Doo : Tous en piste
Série
Scooby-Doo et les Vacances de la peur
(2012) Scooby-Doo : Blue Falcon, le retour
(2013)
Pour plus de détails, voir Fiche technique et Distribution.
Scooby-Doo : Tous en piste (Big Top Scooby-Doo!) est un film d'animation américain de Heather Maxwell, sorti directement en vidéo en 2012. C'est le 18e long métrage de la série de films de la franchise Scooby-Doo produite par Warner Bros.

## Synopsis
Scooby et sa bande se rendent dans un cirque itinérant où un mystérieux loup-garou sème la panique parmi les artistes et les spectateurs. La fine équipe se charge d'enquêter sur cette étrange affaire. Ils se font alors engager dans le cirque pour mieux mener l’enquête. Fred est acrobate, Sammy et Scooby sont dresseurs, Véra est la femme canon et Daphné est un clown. 

## Fiche technique
- Titre : Scooby-Doo : Tous en piste
- Titre original : Big Top Scooby-Doo!
- Réalisation : Heather Maxwell
- Scénario :  Douglas Langdale
- Musique : Robert J. Kral
- Édition : Kyle Stafford
- Production : Spike Brandt, Tony Cervone
- Coproduction : Alan Burnett
- Sociétés de production : Warner Bros. Animation, Warner Premiere, Hanna-Barbera Productions[1]
- Sociétés de distribution : Warner Bros. Home Entertainment, Warner Bros. Family Entertainment
- Genre : Animation, aventure et comédie horrifique
- Durée : 78 minutes
- Dates de sortie :
  - États-Unis : 9 octobre 2012
  - France : diffusé le 2012 et rediffusé le 15 septembre 2019

## Distribution

### Voix originales
- Frank Welker : Scooby-Doo / Fred Jones
- Grey DeLisle : Daphné Blake
- Mindy Cohn : Véra Dinkley
- Matthew Lillard : Sammy Rogers
- Craig Ferguson : Whitney Doubleday
- Jess Harnell : Scooby-Doo humain / le garde
- Jim Meskimen : Phil Flaxman / le détective
- Peter Stormare : Wulfric von Rydingsvard
- Maurice LaMarche : Archambault
- Greg Ellis : Marius Brancusi
- Jeff Dunham : Schmatko / le chef d'orchestre
- Carlos Ferro : Oliverio / Sisko
- Hynden Walch : Lena / Joan
- Milo de Candi : Jean

### Voix françaises
- Mathias Kozlowski : Fred Jones
- Éric Missoffe : Sammy Rogers / Scooby-Doo
- Caroline Pascal : Véra Dinkley
- Céline Melloul : Daphné Blake